# Hódi Zoltán
Hódi Zoltán (Szeged, 1937. december 15. – 2019. március 20.) labdarúgó, kapus, sportvezető.

## Pályafutása
1950-ben kezdte a labdarúgást a Szegedi Dózsában. A SZEAC-ba 1955-ben került a Szegedi Építőkből. 1957–58-ban a Szegedi EAC, 1958–59-ben a Ferencvárosi TC labdarúgója volt. 1959 és 1965 között illetve az 1971–72-es idényben a Diósgyőri VTK kapusa volt. A DVTK csapatában összesen 74 alkalommal védett. Tagja volt az 1962–63-as idényben NB II-es bajnokcsapatnak.
Építészmérnöki diplomát szerzett és az aktív sportolás befejezése után tervezőként dolgozott. Az 1970-es években kapusedzőként és utánpótlás-edzőként tevékenykedett a DVTK-nál. Az 1980-as évek közepén szakosztályvezetőként is részt vett a klub munkájában.

## Sikerei, díjai
- Magyar bajnokság NB II
  - bajnok: 1962–63
- Miskolc Város Sportjáért díj (2017)